# Dear Friends
«Dear Friends» —en español «Queridos amigos»— es una canción escrita por Brian May, guitarrista de Queen para el álbum de estudio Sheer Heart Attack en 1974, álbum con el que el grupo saltó a la fama.
Es una balada tocada en piano por el propio Brian. La balada es muy lenta y es interpretada por Freddie Mercury, con su voz propia de los primeros años de la banda, cuando su voz era más delicada. Es la canción más corta de Queen, durando sólo 1 minuto y 6 segundos.

## Instrumentación
- Freddie Mercury: Voces.
- Brian May: Piano, coros.
- Roger Taylor: coros